# 基尔亥姆霍兹海洋研究中心

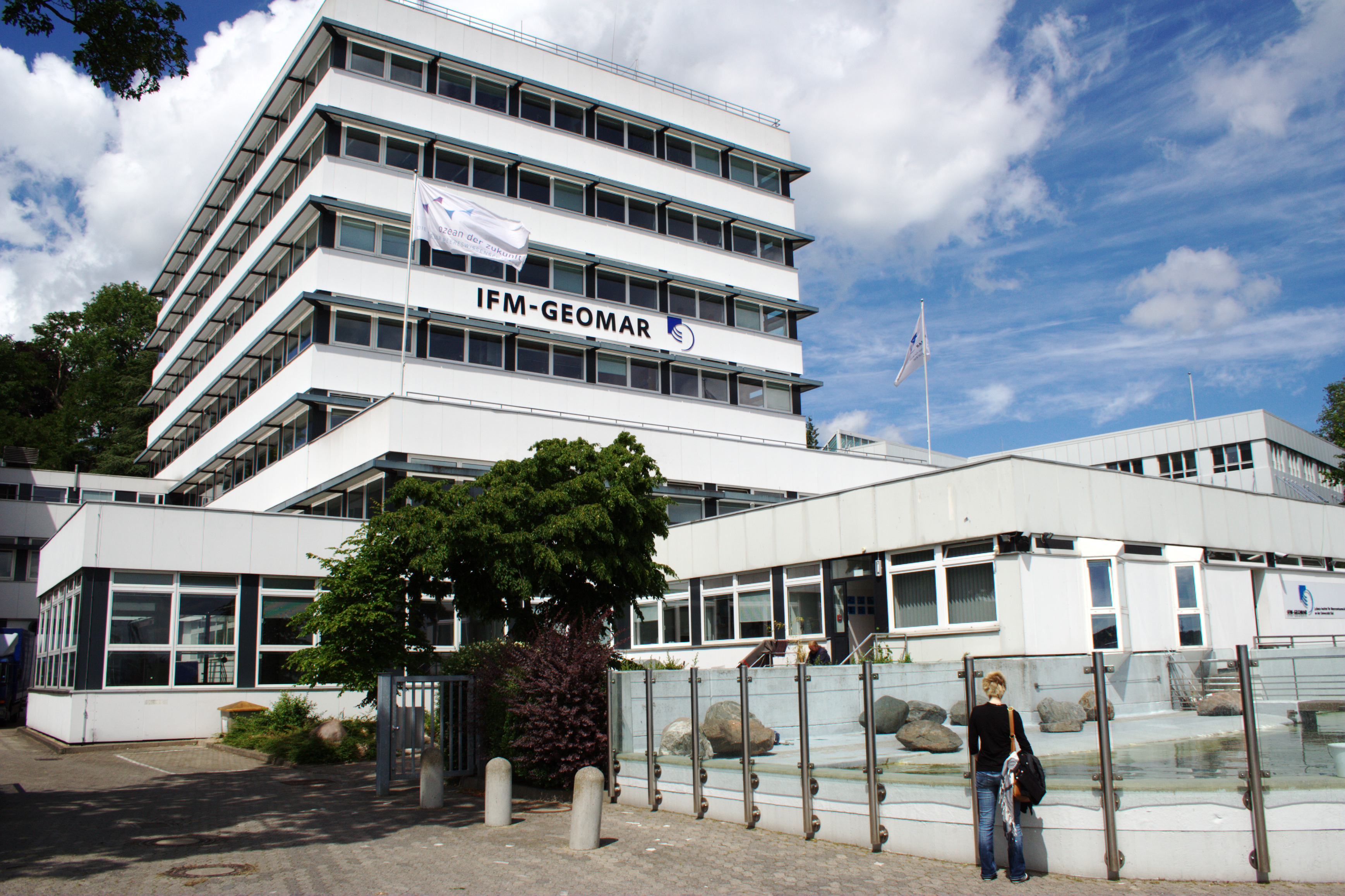
研究所在基爾的總部

基尔亥姆霍兹海洋研究中心（GEOMAR Helmholtz-Zentrum für Ozeanforschung Kiel，简称：GEOMAR），原称萊布尼茨海洋科學研究所（德語：Leibniz-Institut für Meereswissenschaften）是一個位於德國基爾的海洋研究所，由州及聯邦政府聯合成立於2004年。 它原是萊布尼茨學會的成員， 2012年退出该学会加入亥姆霍茲联合会，并改现名。此外它也是世界魚類數據庫聯合會參與各方的協調者。 該研究所參與全球所有大洋的海洋研究， 在氣候動力學、海洋生態學和生物地球化學、洋底動力與循環等領域成就突出。 该研究所和基爾大學合作頒發學位， 并運營基爾水族館  和智庫“Lithothek”。

## 外部連結
- Leibniz Institute of Marine Sciences home page
- Organizational Structure Leibniz Institute of Marine Sciences
- Leibniz Institute of Marine Sciences - IFM-GEOMAR Science in Kiel. Updated 2 February 2011. Retrieved 21 July 2011.
- OceanRep （页面存档备份，存于） - open access digital repository of IFM-GEOMAR research
- Vidoes about IFM-GEOMAR

54°19′38″N 10°10′51″E / 54.32722°N 10.18083°E